# Seignelay
Seignelay é uma comuna francesa na região administrativa de Borgonha-Franco-Condado, no departamento de Yonne. Estende-se por uma área de 13,49 km². Em 2010 a comuna tinha 1 522 habitantes (densidade: 112,8 hab./km²).